# دیوید کرین (برنامه‌نویس)
دیوید کرین (انگلیسی: David Crane؛ زادهٔ ۱۹۵۳ (۷۱–۷۲ سال) در ناپانی، ایندیانا، ایالات متحده) طراح و برنامه‌نویس بازی ویدئویی است.